# Remaneicaris palaciosi
Remaneicaris palaciosi is een eenoogkreeftjessoort uit de familie van de Parastenocarididae. De wetenschappelijke naam van de soort is voor het eerst geldig gepubliceerd in 1962 door Noodt.